# Armance (Yonne)
Die Armance ist ein Fluss in Frankreich, der im Département Nièvre in der Region Bourgogne-Franche-Comté verläuft. Sie entspringt beim Ort Ferme d’Armance, im Gemeindegebiet von Bazoches, entwässert generell in nordwestlicher Richtung und mündet nach rund 24 Kilometern unterhalb von Dornecy, knapp südöstlich von Clamecy, als rechter Nebenfluss in die Yonne, die in diesem Bereich vom Schifffahrtskanal Canal du Nivernais begleitet wird.  

## Orte am Fluss
- Neuffontaines
- Metz-le-Comte
- Brèves
- Dornecy